# Actuchomage
Actuchomage est un site web à but non lucratif d'actualités et d'informations sur le chômage.
Créé en septembre 2004 par des chômeurs issus de la « Bataille des recalculés »,, Actuchomage est édité par l'association APNÉE (Alternatives pour une nouvelle économie de l’emploi), financée par des cotisations d'adhérents et donateurs.
Le site met à disposition de ses visiteurs des rubriques d'information sur le chômage, l'emploi et la cohésion sociale, ainsi que des forums où les personnes en difficulté peuvent échanger leurs expériences et se soutenir mutuellement.
Depuis ses débuts, le site web Actuchomage participe à informer les chômeurs afin de les mobiliser contre la résignation et le courant de pensée « Il n'y a pas d'alternative » (There is no alternative).

## L'association APNÉE
L'association APNÉE, qui compte plusieurs centaines de membres et adhérents dans toute la France, a édité jusqu'en 2010 d'autres sites, l'un militant en faveur de la rénovation de nos pratiques démocratiques (VIe République, non-cumul des mandats, meilleure représentativité de l'Assemblée nationale…), l'autre dédié aux problématiques du retour vers l'emploi des personnes qui en sont privées, au recrutement et à la défense des droits des chômeurs et des salariés.

## Audience
La fréquentation du site Actuchomage s'établit entre 60 000 et 100 000 visites uniques par mois (chiffres 2013). Il poursuit son engagement en faveur des droits des actifs. Plus de 5 000 personnes sont inscrites comme membres utilisateurs d'Actuchomage et, ainsi, reçoivent sa lettre d'information mensuelle. 
Depuis 2010, le site poste des vidéos sur YouTube et sur Dailymotion (plus de 200 000 vues sur ces deux plateformes de partage). 

## Affaires

### Lutte contre les discriminations à l'embauche
Dès sa création, Actuchomage a œuvré contre les discriminations à l'embauche sur critère d'âge, en soutenant sept demandeurs d'emploi qui ont porté plainte contre 70 entreprises, cabinets de recrutement et sites Internet. La majorité des plaintes, concernant 40 annonces mentionnant des critères d'âge illégaux, a été classée sans suite par le Parquet de Paris alors que la HALDE reconnaissait qu'il y avait dans ces annonces intention manifeste de discriminer. Mais quelques procureurs de la République (à Lyon, Bordeaux et Niort) ont engagé des poursuites qui ont donné lieu à quatre procès, dont un en correctionnelle. En 2007, les plaignants soutenus par Actuchomage ont gagné ces quatre procès.

Plus globalement, l'association APNÉE a, dès 2004, tenté - sans grand succès - d'alerter les pouvoirs publics sur la question du sous-emploi des seniors en France qui se traduit par un gâchis inacceptable de compétences et pose le problème du financement des retraites.

### Mise en examen de son directeur
En août 2006, le directeur de la publication a été mis en examen pour avoir laissé pendant 48 heures sur un forum le message délictueux d'un internaute, agent d'une ANPE appelant à brûler son agence (affaire « Radiateur »). Ce message avait tout d'abord été verrouillé avant d'être supprimé. Le tribunal de Saint-Nazaire estime qu'Actuchomage est responsable de « provocation publique à la commission de délits ». En mars 2007, le directeur de la publication a été condamné par le tribunal correctionnel de Saint-Nazaire à 500 euros d'amende avec sursis.